# Stolačka sahat-kula
Stolačka sahat-kula u Stocu je bila locirana uz zgradu bivše kiraethane (čitaonice) pedesetak metara istočno od Careve (Hunkari) džamije. Sagrađena je poslije 1664. godine jer je nema spomena u putopisima Evlije Čelebije. Radila je do pred prvi svjetski rat i otkucavala vrijeme po a la turca satu. Austrougarske vlasti su skinule s nje zvono i upotrijebile ga u ratne svrhe. Toranj kule srušen je do pred drugi svjetski rat.
Neznani Stočanin (ne piše mu ime) zavjestao je 27. veljače 1769. godine 50 groša i odredio da se daju na kamate i prihod troši na popravke ove sahat kule. Emin-aga Jašarbegović bio je 1791/1792 godine mutevelija ovoga vakufa koji je na sudu položio sto groša vakufskog novca i izjavio kada je i u koju svrhu vakuf osnovan. Ovo je najstariji spomen ove sahat-kule. Hafiz-paša Rizvanbegović je opravljao toranj ove sahat-kule 1838. godine i tada je na njenom satu puklo zvono. Ali-paša je nabavio i na sat postavio novo zvono.
Današnja Stolačka sahat-kula nije u upotrebi a nalazi se na privremenoj listi nacionalnih spomenika Bosne i Hercegovine.